# سلسو اسکیول
سلسو اسکیول (اسپانیایی: Celso Esquivel‎؛ زادهٔ ۲۰ مارس ۱۹۸۱) بازیکن فوتبال اهل پاراگوئه بود.
از باشگاه‌هایی که در آن بازی کرده‌است می‌توان به باشگاه ورزشی سن لورنسو آلماگرو و باشگاه فوتبال راسینگ کلوب آویاندا اشاره کرد.
وی همچنین در تیم‌های ملی فوتبال زیر ۲۳ سال پاراگوئه و پاراگوئه بازی کرده‌است.